# Babina hainanensis
Espèce
Synonymes
- Hylarana hainanensis Fei, Ye & Jiang, 2007

Babina hainanensis est une espèce d'amphibiens de la famille des Ranidae.

## Répartition
Cette espèce est endémique du Hainan en République populaire de Chine. Elle se rencontre à environ 340 m d'altitude dans le xian autonome li de Lingshui.

## Étymologie
Son nom d'espèce, composé de hainan et du suffixe latin -ensis, « qui vit dans, qui habite », lui a été donné en référence au lieu de sa découverte, le Hainan.

## Publication originale
- Fei, Ye & Jiang, 2007 : A new species of Ranidae Hylarana (Nidirana) hainanensis  from China (Amphibia: Anura). Herpetologica Sinica, vol. 11, p. 1-4.